# Ercolania boodleae
Ercolania boodleae is een slakkensoort uit de familie van de Limapontiidae. De wetenschappelijke naam van de soort is voor het eerst geldig gepubliceerd in 1938 door Baba.